# Monogamija
Monogamija (grč. "μονός", monos - jedan ili sam, "γάμος", gamos - brak ili savez), bračno (ponekad vanbračno) stanje koje je u isto vrijeme zasnovalo svega dvoje ljudi (muškarac i žena), odnosno vjenčanje s jednom osobom suprotnog spola. 
Bračna zajednica u kojemu muškarac ili žena imaju više muževa (poliandrija) ili žena (poliginija)  naziva se poligamija.